# Libhošť
Libhošť település Csehországban, Nový Jičín-i járásban. Libhošť Bartošovice, Sedlnice, Šenov u Nového Jičína, Rybí és Závišice településekkel határos. Lakosainak száma 1758 fő (2024. január 1.).

## Népesség
A település lakosságának változását az alábbi diagram mutatja:
| Lakosok száma | 1049 | 1373 | 1594 | 1658 | 1609 | 1539 | 1648 | 1719 | 1699 | 1758 |
|               | 1869 | 1900 | 1921 | 1961 | 1980 | 2011 | 2016 | 2019 | 2021 | 2024 |